# Азеньяш-ду-Мар
Азеньяш-ду-Мар (порт. Azenhas do Mar) — приморське місто на скелі у муніципалітеті Сінтра, Португалія, частина цивільної парафії Колареш.
Місто розташоване лише за 30 км від Лісабона, поблизу Кабо-да-Рока, палацу Пена та інших пам'яток.
Назва порт. Azenhas do Mar означає «морські водяні млини», тобто водяні млини, рушійною силою для яких є  не течія річки, а морські потоки.